# Buerås
Buerås – miejscowość (tätort) w Szwecji, w regionie administracyjnym (län) Halland, w gminie Kungsbacka.
Według danych Szwedzkiego Urzędu Statystycznego liczba ludności wyniosła: 754 (31 grudnia 2015), 768 (31 grudnia 2018) i 766 (31 grudnia 2019).